# I (EP de Taeyeon)
I es el extended play debut de la cantante surcoreana Taeyeon. Fue lanzado el 7 de octubre de 2015 por SM Entertainment y distribuido por KT Music.

## Antecedentes y lanzamiento
A mediados de 2015, SM Entertainment comunicó que Taeyeon estaba preparando el lanzamiento de su primer álbum en solitario  en ese año. La canción principal del álbum, «I», incluye la colaboración del popular rapero Verbal Jint y las letras están escritas por la misma Taeyeon. El disco fue lanzado en las plataformas de música digital en la medianoche del 7 de octubre, mientras que las copias físicas estuvieron disponibles en las tiendas ese mismo día.

## Recepción crítica
Tras su lanzamiento, el álbum recibió críticas generalmente positivas de los críticos de música. Lee Su-ho de la revista IZM elogió los estilos musicales pop rock y balada del EP; además, elogió a I por presentar a Taeyeon como una talentosa vocalista. Chester Chin de The Star calificó el álbum como «una colección de dulces dinámicos de K-pop» con elementos «refrescantes» de soft rock en contraposición al distintivo sonido bubblegum y electrónico de Girls' Generation. Además, lo consideró «un reflejo de la fortaleza de Taeyeon como vocalista».

## Lista de canciones
Créditos adaptados de Naver

Todas las letras escritas por sí, toda la música compuesta por sí. 
| N.º   | Título                   | Letras                      | Música | Duración |  |
| 1.    | «I» (con Verbal Jint)    | Taeyeon, Mafly, Verbal Jint | Myah Marie Langston, Bennett Armstrong, Justin T. Armstrong, Cosmopolitan Douglas, David Quinones, Jon Asher, Ryan S. Jhun | 3:26     |  |
| 2.    | «U R»                    | Jo Yun-gyeong               | Robyn Newman, Ben Charles, Matthew Tishler                                                                                 | 4:34     |  |
| 3.    | «Gemini» (쌍둥이자리)    | Jam Factory, Mafly          | LDN Noise, Carolyn Jordan, Alice Sophie Penrose                                                                            | 3:40     |  |
| 4.    | «Stress» (트레스)        | Mafly                       | Hyuk Shin, Tiffany Evans, Marco Reyes, (MRey), DK                                                                          | 3:20     |  |
| 5.    | «Farewell» (먼저 말해줘) | Lee Joo-hyung               | Lee, Chu Dae-gwan | 3:42     |  |
| 6.    | «I» (Instrumental)       |                             | Langston B. Armstrong, J. T. Armstrong, Douglas Quinones, Asher, Jhun                                                      | 3:23     |  |
| 20:00 |                          |                             | |          |  |

## Listas

### Listas semanales
| Listas (2015–2016)                             | Mejor posición |
| ---------------------------------------------- | -------------- |
| Corea del Sur (Gaon)                           | 2              |
| Japón (Oricon)                                 | 21             |
| República de China (G-Music J-Pop)             | 2              |
| Estados Unidos (Billboard World Digital Songs) | 1              |
| Estados Unidos (Top Heatseekers)               | 5              |

### Listas mensuales
| Listas (2015)        | Mejor posición |
| -------------------- | -------------- |
| Corea del Sur (Gaon) | 1              |

## Premios y nominaciones
| Premio                    | Año  | Categoría                        | Resultado | Ref(s). |
| ------------------------- | ---- | -------------------------------- | --------- | ------- |
| Circle Chart Music Awards | 2016 | Álbum del año ─ Cuatro trimestre | Ganador   | [ 12 ]  |

## Historial de lanzamiento
| Región        | Fecha                | Formato(s)                  | Distribuidora |
| ------------- | -------------------- | --------------------------- | ------------- |
| Corea del Sur | 7 de octubre de 2015 | CD, streaming               | SM, KT Music  |
| Mundial       | 7 de octubre de 2015 | Descarga digital, streaming | SM, KT Music  |